# Julius von Hülst
Johann Julius von Hülst (* 9. August 1828 in Münster; † 5. September 1859 in Haus Sonderhaus bei Ahaus) war ein deutscher Verwaltungsbeamter und Gutsbesitzer.

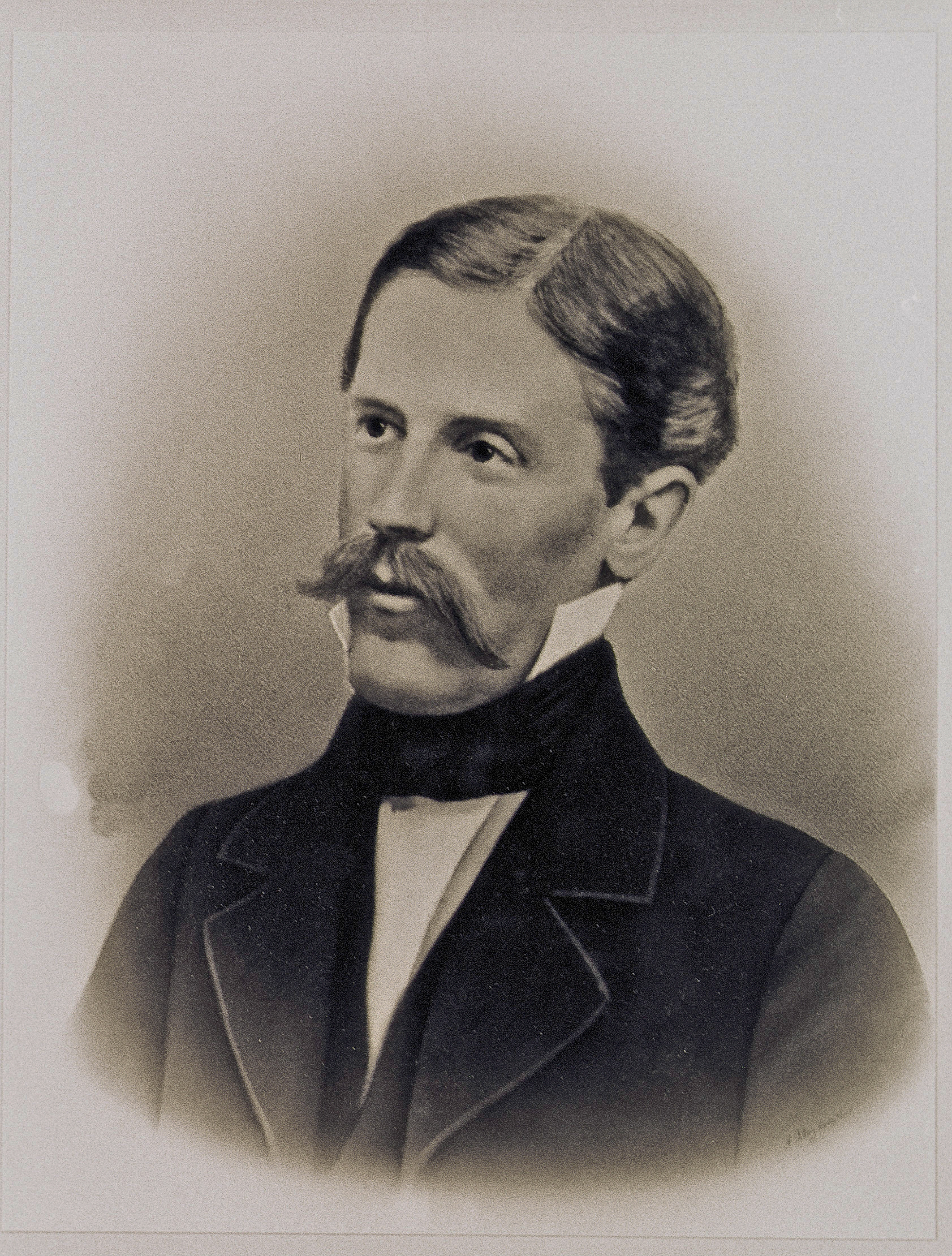
Julius von Hülst

## Leben
Julius wurde als Sohn der Eheleute Franz Christian Joseph Joan von Hülst (Divisionsauditor) und Maria Schweling  geboren. 1847 erlangte er am Gymnasium in Münster das Abitur. Anschließend studierte er an den Universitäten Bonn und Berlin Rechtswissenschaften und Kameralia. 1848 wurde er Mitglied des Corps Saxonia Bonn. Im September 1850 bestand er beim Appellationsgericht Münster die Auskultatorprüfung. Während der Auskultatorzeit beim Appellationsgericht Münster diente er ab Januar 1851 als Einjährig-Freiwilliger beim 15. Infanterie-Regiment der Preußischen Armee. Später wurde er Sekondeleutnant des 13. Landwehr-Regiments. Im November 1852 legte er das Referendarexamen ab. Er legte im August 1853 das Regierungs-Referendarexamen ab und wechselte als Regierungsreferendar zur Regierung in Münster. Am 10. Dezember 1856 wurde ihm die kommissarische Leitung der Ahauser Kreisverwaltung übertragen. Am 2. Dezember 1857 ernannte ihn die Regierung Münster zum Landrat des Kreises Ahaus.
Er heiratete im April 1858 Katinka Russel aus Haselünne und kaufte im selben Jahr von Theodor Oldenkott, der im Schloss Ahaus eine Tabakfabrik betrieb, das Gut Sonderhaus in Ahaus. Hülst starb mit 31 Jahren im Amt.